# Rudolf Tartler
Rudolf Tartler (* 1. Mai 1921 in Halle (Saale); † 16. Januar 1964 in Hamburg) war ein deutscher Soziologe.
Nach dem Abitur im Jahre 1940 war er im Zweiten Weltkrieg zuletzt Kradmelder in einem Panzergrenadierregiment an der Ostfront und wurde 1944 nach einer schweren Verwundung als völlig dienstunfähig aus der Wehrmacht entlassen. Nach einem kurzen Studium der Medizin an der Universität Jena ging Tartler 1947 nach Bremen, wo er verschiedenen Tätigkeiten nachging. Er studierte ab dem Wintersemester 1950/51 an den Universitäten Göttingen und Hamburg vor allem Soziologie, Psychologie, Philosophie und Geschichte und promovierte 1954. Anschließend wurde er Assistent von Helmut Schelsky an der Hamburger Akademie für Gemeinwirtschaft, folgte ihm 1960 an die Universität Münster und wechselte 1961 an die Sozialforschungsstelle an der Universität Münster nach Dortmund. Er habilitierte sich 1961 mit einer viel beachteten Pionierstudie zur Alterssoziologie für das Fach Soziologie in Münster. 1963 erhielt Tartler einen Ruf auf den zweiten Hamburger Lehrstuhl für Soziologie, den er ab dem 1. Oktober vertrat und auf Grund eines tödlichen Verkehrsunfalls nicht mehr ordentlich wahrnehmen konnte.

## Publikationen
- Die soziale Generationsgestalt und das Generationsverhältnis in der Gegenwart, Diss. phil., Hamburg 1954.
- (mit Heinz Kluth/Ulrich Lohmar), Arbeiterjugend gestern und heute. Sozialwissenschaftliche Untersuchungen, Quelle & Meyer, Heidelberg 1955.
- Das Alter in der modernen Gesellschaft, Enke, Stuttgart 1961.
- Georg Simmels Beitrag zur Integrations- und Konflikttheorie der Gesellschaft, in: Jb. der Sozialwiss, Jg. 16, 1965, S. 1 ff.